# Квадво Дуа
Квадво Антуи Дуа (на немски: Kwadwo Antwi Duah) е швейцарски футболист, който играе на поста централен нападател. Състезател на Лудогорец.

## Кариера
Дуа е бивш играч на Йънг Бойс, Нюшател Ксамакс, Винтертур, Сервет, Вил, Санкт Гален и Нюрнберг.
На 19 юли 2023 г. швейцарецът е обявен за ново попълнение на разградския Лудогорец. Дебютира на 22 юли при победата с 5:0 като домакин на Етър.

## Национална кариера
На 10 ноември 2016 г. Квадво дебютира в официален мач за националния отбор на Швейцария до 20 г., при загубата с 2:0 като гост на националния отбор на Полша до 20 г., в среща от Елитната лига до 20 години.

## Успехи
Сервет
- Чалъндж Лига (1): 2018/19